# Tschitti Tschitti Bäng Bäng (Film)
Der britische Musical-Fantasyfilm Tschitti Tschitti Bäng Bäng wurde 1968 von dem Regisseur Ken Hughes inszeniert und basiert auf den Figuren des gleichnamigen Buchs von Ian Fleming, bekannt vor allem als Autor der James-Bond-Romane. Produziert wurde der Film von Albert R. Broccoli, der wiederum als Produzent von siebzehn James-Bond-Filmen bekannt wurde. Die Musik stammt von den Sherman-Brüdern.

## Handlung
Der mittellose Erfinder Caractacus Potts hat mit seinen Erfindungen wenig Erfolg. Seine automatische Haarschneidemaschine spielt verrückt und seine „Toot Sweets-Zuckerstangen“, mit denen man auch pfeifen kann, und die er dem reichen Süßigkeitenfabrikanten Scrumptious anbieten will, locken nur Hunde an, die die Fabrik überrennen.
Eines Tages kauft er seinen Zwillingen Jemima und Jeremy zuliebe vom Schrottplatz das Wrack eines einst für Rennsportzwecke genutzten Autos. Eifrig wird der Wagen restauriert, auf Hochglanz poliert und aufgrund seiner merkwürdigen Motoren- und Auspuffgeräusche Tschitti Tschitti Bäng Bäng getauft.
Bald stellt sich heraus, dass der Wagen einiges mehr auf Lager hat als ein normales Auto. Denn als die Familie eines Tages zusammen mit der hübschen Truly Scrumptious, der Tochter des Fabrikanten, einen Ausflug ans Meer macht, werden sie plötzlich vom bösen Baron Bomburst bedroht, der sich von offener See mit seinem Schiff nähert und Tschitti stehlen will. Inzwischen sind sie auch von der Flut eingeschlossen, aber das macht nichts: Der Wagen verwandelt sich in ein Luftkissenboot und kann Baron Bomburst so entfliehen.
Einige Zeit später jedoch sehen Caractacus, die Kinder und Truly, wie Großvater Potts vom Baron Bomburst entführt wird. Sie nehmen die Verfolgung auf, während derer die Familie mit dem Auto eine Klippe hinunterfällt. Doch kurz vor dem Aufschlag kann Tschitti Tschitti Bäng Bäng Flügel entfalten und, jetzt ein Flugzeug, an Höhe gewinnen. Per Autopilot bringt Tschitti Tschitti Bäng Bäng seine Fahrgäste nach Vulgaria, Baron Bombursts Land, in dem es dem Anschein nach keine Kinder gibt. Diese werden jedoch von den Eltern in Höhlen vor der bösen Baronin versteckt, weil diese Kinder nicht ausstehen kann. Jeremy und Jemima werden von einem Kinderfänger überlistet und im Schloss eingesperrt. Zusammen mit einem Spielzeugmacher, der das Geburtstagsgeschenk für den Baron baut, und Tschitti gelingt es Caractacus und Truly, die Kinder und den Großvater zu befreien. Zum ersten Mal ist der Großvater stolz auf eine Erfindung seines Sohnes.
Caractacus, Truly und die Kinder finden sich am Strand in Tschitti wieder. Das ganze Abenteuer war nur eine Geschichte von Caractacus, um seine Mitfahrer zu unterhalten. Die Kinder fragen, ob Truly am Schluss der Geschichte ihren Vater heiraten werde. Als dieser jedoch sagt, dass dies unmöglich sei, da er und Truly aus verschiedenen gesellschaftlichen Schichten kommen, stürmt diese wütend davon.
Als Caractacus mit seinen Kindern nach Hause kommt, trifft er dort auf seinen und Trulys Vater, die mit Zinnsoldaten spielen. Die Toot Sweets-Zuckerstangen-Pfeifen von Caractacus waren doch noch erfolgreich (allerdings als Hundepfeifen) und nun ist er vermögend. Sofort stürmt er los, um Truly einzuholen, diese kommt ihm aber schon entgegen. Beide sind überglücklich und beschließen, nun zu heiraten.

## Hintergrund
Das Buch handelt von der Familie Pott und ihrem fliegenden Auto, mit dem sie einen französischen Süßwarenhersteller und seine Familie aus der Gewalt von Gangstern befreien. Die Filmhandlung ist eine völlig andere. Die Geschichte um „Vulgaria“ und auch die Figur „Truly Scrumptious“ stammen vom Kinderbuchautor Roald Dahl, der kurz zuvor auch das Drehbuch zu James Bond 007 – Man lebt nur zweimal geschrieben hatte. Die Musical-Version basiert auf der Film-Version.
Die Dreharbeiten fanden unter anderem bei Schloss Neuschwanstein, in Rothenburg ob der Tauber und in den Pinewood Studios in Großbritannien statt. Von der Filmmusik gibt es mehrere englische Veröffentlichungen auf LP, CD und Single und eine deutsche LP. Rex Gildo nahm das Titellied Chitty Chitty Bang Bang ebenfalls auf. In Österreich war es 8 Wochen in der Hitparade und erreichte Platz 15. Es ist auch auf einigen seiner LPs enthalten.
Als Vorlage des extra angefertigten Filmautos dienten die realen Chitty-Bang-Bang-Rennwagen aus den frühen Zwanziger Jahren des Rennfahrers und Konstrukteurs Louis Zborowski.

## Auszeichnungen
Der Titelsong des Films wurde 1969 für den Oscar nominiert.
Im selben Jahr gab es Golden-Globe-Nominierungen für die Beste Filmmusik sowie den Besten Filmsong.
1970 belegte der Film bei den Laurel Awards den dritten Platz.

## Lieder
1. Ich hab’ euch zwei (3:35; Caractacus, Jeremy, Jemima)
2. Toot Sweets (3:24; Caractacus, Truly, Jeremy, Jemima)
3. Wiegenlied (1:51; Caractacus „Es weht der Wind aus Sandmännchens Bergen“)
4. Mein Bambusstock (2:58; Caractacus, Chor)
5. Tschitti Tschitti Bäng Bäng #1 (1:35; Caractacus, Jeremy, Jemima; durch das Dorf)
6. Tschitti Tschitti Bäng Bäng #2 (1:08; Caractacus, Jeremy, Jemima, Truly; neben der Eisenbahn)
7. Truly Scrumptious (3:23; Jeremy, Jemima, Truly)
8. Tschitti Tschitti Bäng Bäng #3 (1:09; Caractacus, Jeremy, Jemima, Truly; auf dem Meer)
9. O, ist er lieb (4:00; Truly; „Du wundervoller Mann“)
10. Flott (2:53; Opa)
11. Rosen des Erfolges (2:48, Professoren, Opa)
12. Wiegenlied (1:19; Caractacus, Truly)
13. Tschutschiwutsch (2:15, Baron und Baroness Bomburst)
14. Spieluhr-Puppe (2:23; Truly)
15. Spieluhr-Puppe & Zappelmann (Truly, Caractacus)
16. Tschitti Tschitti Bäng Bäng #4 (1:14; Caractacus, Truly; über die Windmühle fliegend, Abspann)

## Synchronisation
Die deutschen Liedtexte wurde von Günter Loose und Eberhard Cronshagen verfasst.
| Figur                              | Darsteller              | Sprecher               |
| ---------------------------------- | ----------------------- | ---------------------- |
| Caractacus Potts                   | Dick Van Dyke           | Günther Schramm        |
| Jeremy Potts                       | Adrian Hall             |                        |
| Jemima Potts                       | Heather Ripley          | Ina Patzlaff           |
| Opa Potts                          | Lionel Jeffries         | Erik Jelde             |
| Truly Scrumptious                  | Sally Ann Howes         | Heidi Treutler         |
| Lord Scrumptious                   | James Robertson Justice | Alexander Welbat       |
| Baron Bomburst                     | Gert Fröbe              | Gert Fröbe             |
| Baroness Bomburst                  | Anna Quayle             | Beate Hasenau          |
| Kinderfänger                       | Robert Helpmann         | Hugo Schrader          |
| Spielzeugmacher                    | Benny Hill              | Michael Chevalier      |
| Kanzler                            | Stanley Unwin           | Friedrich Schoenfelder |
| George Coggins                     | Desmond Llewelyn        | Wolfgang Amerbacher    |
| Kapitän der Garde                  | Peter Arne              | Hans Walter Clasen     |
| Sekretär von der Süßigkeitenfabrik | Richard Wattis          | Heinz Spitzner         |
| Spion #1                           | Alexander Doré          | Franz-Otto Krüger      |
| Spion #2                           | Bernard Spear           | Gerd Duwner            |

## Kritiken
- „Diese zweieinhalb Stunden überzuckerter Schrulligkeiten dürften selbst dem Unempfindlichsten den Magen umdrehen.“ – Monthly Film Bulletin
- „Ein ausufernd fabulierendes Musical-Märchen nach dem dreiteiligen Roman von Ian Fleming (1964/65), das flotte Songs und Schnulzen, hübsche Tanzeinlagen und viel Klamauk zu einem ausgelassenen Vergnügen vereint.“ – Lexikon des internationalen Films[8] (CD-ROM-Ausgabe), Systhema, München 1997
- „Ein weiterer musikalischer Rohrkrepierer im Gefolge von ‚The Sound of Music‘ und ‚Mary Poppins‘.“ – Ronald M. Hahn, Volker Jansen, Norbert Stresau: Lexikon des Fantasy-Films. 650 Filme von 1900 bis 1986. Heyne, München 1986, ISBN 3-453-02273-4, S. 525
- „Dieses überlange und unerhört teure Märchen-Musical teilte zusammen mit dem zwei Jahre zuvor entstandenen „Doctor Doolittle“ [sic!] das Schicksal, an den Kinokassen einen fürchterlichen Reinfall zu erleben, was aus heutiger Sicht eigentlich nicht ganz verständlich ist, denn Tschitti Tschitti Bang Bang ist eine in jeder Hinsicht amüsante und liebevoll gestaltete Fantasy-Geschichte voller skurriler Einfälle und perfekter Trickaufnahmen. (…) bonbonfarbenes Musical, das außer dem titelgebenden Song Chitty Chitty Bang Bang nur wenige schmissige Melodien enthält (…).“ – -jg- in: Das große TV Spielfilm Filmlexikon. Digitale-Bibliothek-Sonderband (CD-ROM-Ausgabe). Directmedia, Berlin 2006, ISBN 3-89853-036-1, S. 12688–12689
- „Aufwendige Musical-Fassung des dreibändigen Romans von Ian Fleming, die sich nicht durch Poesie, echten Witz und Charme auszeichnet, sondern zur albernen Karikatur und zu klamaukhaften Gags tendiert. Kein Kinderfilm, aber eine abwechslungsreiche Familienunterhaltung.“ – Evangelischer Filmbeobachter[9]

## DVD-Veröffentlichung
- Tschitti Tschitti Bäng Bäng. DVD – MGM Home Entertainment 2006
- Tschitti Tschitti Bäng Bäng. Blu-Ray – MGM Home Entertainment 2010, EAN 4045167010031

## Musical
2002 wurde »Tschitti Tschitti Bäng Bäng« von Jeremy Sams für das Londoner West End in ein Bühnenmusical umgewandelt. Dazu steuerten die Sherman-Brüder sechs neue Songs bei.
Die Uraufführung der Musicalversion fand am 16. April 2002 im London Palladium unter der Regie von Adrian Noble, dem damaligen Intendanten und künstlerischen Leiter der Royal Shakespeare Company, und mit Choreografien von Gillian Lynne statt. Das Musical lief in London dreieinhalb Jahre und spielte in dem Zeitraum umgerechnet mehr als 85 Millionen Euro ein.
Im Anschluss an die Londoner Laufzeit eroberte die Produktion 2005 den New Yorker Broadway, darauf folgten in einer zusätzlich von Ray Roderick bearbeiteten Fassung Tourneeproduktionen durch die USA (2008–2009) und Großbritannien (2005–2013) mit einer Laufzeit in Singapur (2007) sowie eine Neuinszenierung in Sydney und Melbourne (2012).
2014 präsentierte das Staatstheater am Gärtnerplatz München die deutschsprachige Erstaufführung. 2015 nahm das Prinzregententheater das Stück ebenfalls ins Programm. Im Jahr 2016 gelang es Theater & Philharmonie Thüringen nach langjährigem Bemühen als erstem deutschen Stadttheater, das Musical auf die Bühnen in Gera und Altenburg zu bringen.